# Anansi
Anansi (Pan Pająk) – postać mitologiczna z legend Afryki Zachodniej, bóg trickster – wielki oszust.
Pierwotnie uważany był za stwórcę świata, później – dawcę kultury. Wyczyny Anansiego są tematem ludowych opowiadań, które występują również w Indiach Zachodnich.
Anansi to Pan Pająk, reprezentujący cechy pająka i człowieka. Zachowuje się jak człowiek, ale przybiera postać pająka i mieszka w społeczności zwierząt. W mitologii afrykańskiej jest bohaterem ludowym, pojawiającym się często w mitach i opowieściach ludów afrykańskich Akan zamieszkujących tereny dzisiejszej Ghany. Anansi symbolizuje zdolność człowieka do odnoszenia zwycięstw pomimo przewagi przeciwnika. Historie o nim pozwalają wierzyć, że nawet najsłabszy człowiek może zwyciężyć w starciu z silnym przeciwnikiem, dzięki swojemu sprytowi i sile rozumu. Pokonany również może odnieść zwycięstwo.
Anansi był najczęściej wyobrażany w postaci pająka (pajęczyna symbolizuje tu ustne opowieści, przekazywane z pokolenia na pokolenie), to bóg znany także w pewnych rejonach Karaibów, do których przewożono niewolników z Afryki, słynął z mądrości i przebiegłości. Pierwotnie przypisany do stwórcy świata – występuje jako przedstawiciel i posłaniec swojego ojca, boga nieba Nyame – zasłynął jako bohater, który sprytem i oszustwem wygrywa z innymi.
Anansi występuje też w wierzeniach jako Kwaku Anansi. W przypowieściach i bajkach w książkach wydanych w Ghanie, Anansi jest przedstawiany jako kulturowy bohater, odpowiedzialny za to, że inni widzą rzeczy takimi, jak on chce, żeby je widzieli, trikster i oszust, który za swoje wybryki musi zapłacić wstydem i zostać ukarany.